# Christophe Riblon
Christophe Riblon (* 17. ledna 1981, Tremblay-en-France) je francouzský silniční profesionální cyklista jezdící od roku 2005 za ProTour stáj AG2R-La Mondiale. Mezi jeho největší úspěchy patří vítězství ve 14. etapě na Tour de France 2010, s cílem ve stoupání do pyrenejského Ax-3 Domaines.

## Úspěchy
2003
vítěz Tour du Haut Anjou
vítěz Ronde de l'Oise
2004
 amatérský mistr Francie v silničním závodě
vítěz Ronde de l'Oise
2004
2. celkově na Tour de l'Avenir
2006
vítěz etapy na Circuit de Lorraine
2007
vítěz Tour de la Somme
2009
7. na Clásica de San Sebastián
2010
vítěz etapy na Tour de France
vítěz Les Boucles du Sud Ardèche
7. celkově na Critérium du Dauphiné
2013
vítěz etapy na Tour de France
 celkově nejaktivnější jezdec na Tour de France

## Celkové pořadí na velkých etapových závodech
|                 | 2007 | 2008 | 2009 | 2010 | 2011 | 2012 | 2013 |
| --------------- | ---- | ---- | ---- | ---- | ---- | ---- | ---- |
| Tour de France  | -    | 82.  | 137. | 28.  | 51.  | 73.  | 37.  |
| Giro d'Italia   | 82.  | -    | -    | -    | -    | -    | -    |
| Vuelta a España | -    | -    | 46.  | 130. | -    | 162. | ?    |